# Charles Hitchcock Adams
Pour les articles homonymes, voir Charles Adams (homonymie), Hitchcock (homonymie) et Adams.
Charles Hitchcock Adams, né le 25 mai 1868 à Belmont en Californie et mort le 8 août 1951 à San Francisco, est un astronome amateur américain.
Après des études de chimie à l'Université de Californie, il devient membre puis secrétaire-trésorier de l'Astronomical Society of the Pacific.
Un cratère sur la Lune porte son nom, ainsi qu'à Walter Sydney Adams et à John Couch Adams.